# Нац-Шавес
На̀ц-Ша̀вес (на италиански: Naz-Sciaves; на немски: Natz-Schabs, Нац-Шабз) е община в Северна Италия, автономна провинция Южен Тирол, автономен регион Трентино-Южен Тирол. Разположена е на 772 m надморска височина. Населението на общината е 2894 души (към 2010 г.).
Административен център на общината е село Шавес (на италиански: Sciaves; на немски: Schabs, Шабз).

## Език
Официални общински езици са и италианският и немският. Най-голямата част от населението говори немски. В общината се говори и други романски език, ладинският.
| %     | Роден език      |
| 5,49  | Италиански език |
| 93,54 | Немски език     |
| 0,97  | Ладински език   |